# Александра Силк
Александра Силк (на английски: Alexandra Silk) е американската порнографска актриса и режисьор на порнографски филми, родена на 19 септември 1963 г. в Лонг Айлънд, щата Ню Йорк, САЩ.
Завършва специалността бизнес мениджмънт в Държавния университет на Ню Йорк в Олбани. Докато учи, започва да работи като екзотична танцьорка. През това време се запознава с порноактрисата Джена Джеймисън, която я съветва да влезе в порнографската индустрия. В Холивуд се среща с Рон Джереми, който от своя страна я представя на изпълнители, режисьори и продуценти.

## Награди
Зали на славата
- 2008: AVN зала на славата.[5]
- 2013: XRCO зала на славата.[6][7][8]

Номинации
- 2000: Номинация за AVN награда за изпълнителка на годината.[9]